# Gangut-Klasse
Die Schlachtschiffe der Gangut-Klasse waren die ersten Dreadnoughts, die für die Kaiserlich Russische Marine gebaut wurden. Das namensgebende Schiff Gangut wurde nach der Seeschlacht von Gangut (Finnland) (schwed. Hangö, finn. Hanko) benannt.

## Bau
Weil russische Schiffbauer unerfahren mit Kampfschiffen dieser Größenordnung waren, wurden die Entwürfe von einem Konsortium italienischer, deutscher (Blohm & Voss) und britischer (John Brown & Company) Werften und Ingenieure gefertigt; insgesamt 51 Entwürfe wurden begutachtet. Von diesen gelangten zehn in die engere Wahl. Ausgewählt wurde dann ein von Blohm & Voss eingereichter, der aufgrund von Widerständen in der russischen Duma jedoch nicht zur Ausführung gelangte. Russische Konstrukteure verfertigten einen neuen Entwurf, der starke italienische Einflüsse erkennen ließ und eine Art Zwischentyp aus Schlachtschiff und Schlachtkreuzer mit starker Bewaffnung und mäßigem Panzerschutz anstrebte. Ihr Bau wurde im Jahre 1908 von der russischen Duma bewilligt, jedoch unter der Voraussetzung, dass die Schiffe auf russischen Werften gebaut werden sollten; bereits 1909 wurden die Schiffe bestellt.
Die vier in der Admiralitätswerft und der Baltischen Werft in Sankt Petersburg auf Stapel gelegten und vollendeten Schiffe erhielten die Namen von Schlachten, zwei davon aus dem Nordischen Krieg unter Peter dem Großen, die beiden anderen erhielten die Namen von Schlachten aus dem Krimkrieg. Drei Schiffe waren Ersatzbauten für im Russisch-Japanischen Krieg verlorene Linienschiffe mit ähnlicher Namensgebung, lediglich das vierte war ein Vermehrungsbau. Die Ausarbeitung der Konstruktion übernahm die britische Werft John Brown & Company, Clydebank.
Aufgrund der zahlreichen Missstände in russischen Werften schritt der Bau nur langsam voran, und die Kosten für die Schiffe erwiesen sich auch deshalb als deutlich höher als ursprünglich geplant. Später sollte festgestellt werden, dass beim Bau auf ausländischen Werften bis zu 40 % der Kosten eingespart worden wären.

## Konstruktion
Die Konstruktionspläne verwerteten die im Russisch-Japanischen Krieg gesammelten Erfahrungen aus russischer Sicht. So hatten beispielsweise die russischen Schiffe während der Schlacht von Tsushima durch Treffer in den ungepanzerten Aufbauten und oberen Rumpfteilen schwere Schäden und hohe Verluste an Besatzungen hinnehmen müssen, so dass der Panzerschutz nun auf einen größeren Teil des Rumpfes ausgedehnt wurde. Die Aufbauten selbst waren im Verhältnis sehr klein, um weniger Zielfläche zu bieten. Die Panzerung fiel jedoch aus Gewichtsgründen dafür deutlich dünner aus als bei anderen Schiffen, der Zitadellpanzer erreichte lediglich eine Stärke von 102 mm und der Gürtelpanzer eine von 203 mm, während die Geschütztürme mit einer 203 mm starken Panzerung genauso unzureichend geschützt waren. Diese Reduzierung wurde auch vorgenommen, um eine größere Höchstgeschwindigkeit zu erreichen, und tatsächlich waren die Schiffe mit etwa 23 Knoten deutlich schneller als zeitgenössische Schlachtschiffe, aber langsamer als Schlachtkreuzer. Vorübergehend wurde auch der Einbau von Dieselmotoren erwogen, jedoch aufgrund bis dato ungenügender Leistungsparameter wieder verworfen.
Die Hauptbewaffnung bestand aus zwölf 305-mm-Geschützen in vier Drillingstürmen, die in der sogenannten Cuniberti-Aufstellung montiert waren: nur der vorderste und der achterste Turm konnten nach vorn bzw. achtern feuern, die beiden anderen standen zwischen den Aufbauten und konnten lediglich nach den Seiten eingesetzt werden. Die Mittelartillerie zählte sechzehn 120-mm-Geschütze in Einzelkasematten und war damit relativ schwach ausgelegt. Dazu kamen vier unter Wasser montierte 457-mm-Torpedorohre. Da die Türme der schweren Artillerie etwa 200 t schwerer als geplant ausfielen, mussten einige weitere Einsparungen an der Panzerung vorgenommen werden.
Die Schiffe der Gangut-Klasse waren für die Baltische Flotte vorgesehen und erhielten eine entsprechende Ausstattung für die besonderen Verhältnisse in der Ostsee, so war der Bug aller Schiffe als Eisbrecher ausgelegt. Die vollendeten Schiffe bereiteten jedoch einige Probleme; sie galten als unwohnlich und schlecht lüftbar, die Sauberhaltung erwies sich als schwierig, und sie nahmen bei hohen Fahrtstufen viel Wasser über. Auch war die Konstruktion der Kamine verbesserungsbedürftig; die niedrigen Schornsteine unmittelbar hinter dem Brückenturm behinderten die Sicht mit Schwaden von Kohlenrauch und verschmutzten Deck und Aufbauten. Außerdem waren sie bei ihrer Indienststellung eigentlich bereits veraltet, in Bewaffnung und Panzerung waren sie zeitgleich gebauten Schiffen der britischen und deutschen Marinen unterlegen.

## Einsatz im Ersten Weltkrieg und der Zwischenkriegszeit
Der Bau aller vier Schiffe war beim Kriegsausbruch bereits weit gediehen, so dass sie nach und nach von der Flotte in Dienst gestellt wurden. Sie nahmen jedoch nur an wenigen Einsätzen teil – zu groß schien die Gefahr, die wertvollen Großkampfschiffe etwa durch Minentreffer, Torpedoangriffe oder das unverhoffte Auftauchen gegnerischer Schlachtschiffe einzubüßen. Mit dem Ausbruch der Revolution fielen die Schiffe in die Hand der Roten, die während des Bürgerkrieges jedoch kaum Gebrauch von ihnen machten. Die einzige größere Aktion, an der sie alle teilnahmen, war der Eismarsch der Baltischen Flotte, der Rückzug auf die Flottenbasis Kronstadt, Anfang 1918.
Die Petropawlowsk fiel während des Eingreifens der britischen Royal Navy dem Angriff des britischen Motortorpedobootes CMB 88 zum Opfer, konnte jedoch gehoben und behelfsmäßig repariert werden; die Poltawa erlitt 1922 schwere Schäden durch einen Brand.
Nach dem Ende des Russischen Bürgerkrieges wurden alle Schiffe umbenannt – die neuen Namen standen für das Programm der Bolschewiki:
- Gangut in Oktjabrskaja Revoljuzija nach der Oktoberrevolution
- Sewastopol in Parischskaja Kommuna nach der Pariser Kommune
- Petropawlowsk in Marat nach Jean Paul Marat, dem Politiker aus der Zeit der Französischen Revolution
- Poltawa in Michail Frunse nach Michail Wassiljewitsch Frunse, einem sowjetischen Heerführer

Lediglich die Oktjabrskaja Revoljuzija und die Parischskaja Kommuna waren während des Bürgerkriegs stets in brauchbarem Zustand, die anderen beiden Schiffe waren durch erlittene Schäden und Vernachlässigung nicht einsatzbereit. Entsprechend wurde die Michail Frunse nach den 1922 erlittenen Beschädigungen bei einem Großbrand nur noch als Hulk verwendet und anschließend kanibalisiert, und die Marat 1921, nach Behebung der 1919 erlittenen Beschädigungen durch Torpedotreffer, wieder in Dienst gestellt. Die Parischskaja Kommuna wurde nach langandauernder Modernisierung 1929 ins Schwarze Meer verlegt, wo die sowjetische Flotte keine Großkampfschiffe mehr besaß. Die für die russische Schwarzmeerflotte gebauten Schiffe der Imperatriza-Marija-Klasse waren durch Unfälle und Kriegseinwirkung verlorengegangen. Auf der Reise erlitt die Parischskaja Kommuna in einem Sturm schwere Schäden am Vorschiff und musste in Brest ins Dock gehen, um repariert zu werden. Der dort eingezogene Notsteven blieb noch einige Jahre bestehen.

## Modernisierungen

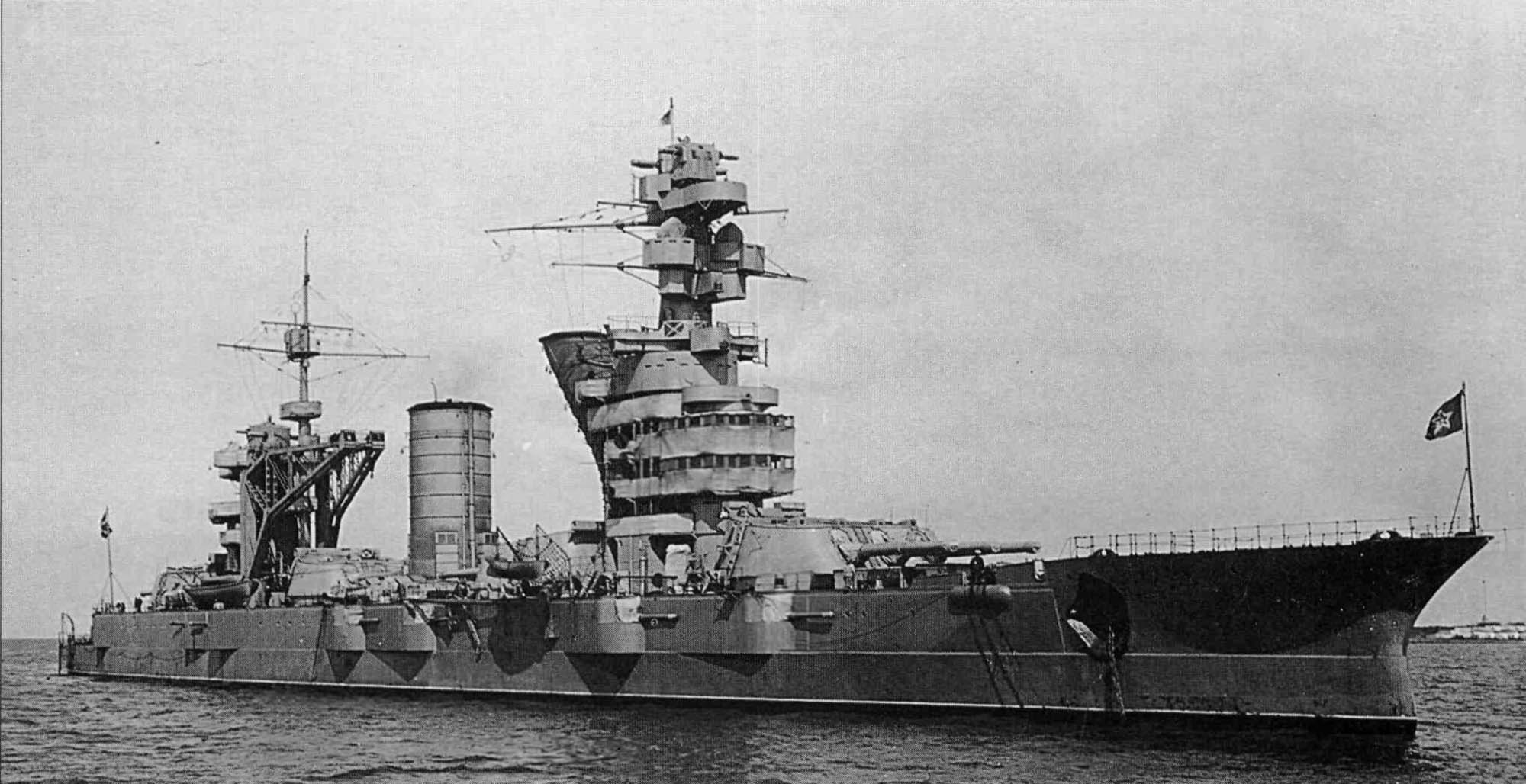
Oktjabrskaja Revoljuzija (ex Gangut) nach dem Totalumbau in der Zwischenkriegszeit

In den 1930er Jahren wurden die noch im Dienst stehenden Schiffe (bis auf die Michail Frunse) einem Totalumbau unterzogen, bei dem sie mit neuen Aufbauten, ölgefeuerten Maschinen und einer stärkeren Flugabwehrbewaffnung ausgerüstet wurden. Die bisherigen Aufbauten waren für moderne Anforderungen zu klein und mussten vergrößert werden, zusätzlich wurde ein Katapult für ein Wasserflugzeug auf den dritten Geschützturm gesetzt. Ein auffälliges Merkmal war der Umbau des vorderen Schornsteins, dessen Kopf weit nach hinten gezogen wurde, um die Rauchbelästigung für den Kommandoturm zu verringern. Während des Zweiten Weltkrieges erhielten die Schiffe außerdem britische Radaranlagen. Die Bugsektion wurde erneuert, um die Seeeigenschaften zu verbessern, und einige der Schiffe erhielten außerdem Torpedowulste. Für die Marat war ebenfalls ein umfangreiches Modernisierungsprogramm vorgesehen, bei dem neue Maschinen und eine verbesserte Mittelartillerie eingebaut sowie eine veränderte Anordnung der Geschütztürme vorgenommen werden sollte; wegen des Kriegsausbruches kam es jedoch nicht mehr dazu. Ein weiterer derartiger Plan sollte nach dem Kriegsende umgesetzt werden, wurde jedoch ebenfalls verworfen.

## Einsatz im Zweiten Weltkrieg
Im Zweiten Weltkrieg erwiesen sich die verbliebenen Schiffe als wertvolle Stütze der sowjetischen Abwehrbemühungen gegen den deutschen Angriff. In der Ostsee vermochte die Baltische Flotte zwar wenig gegen die deutsche Übermacht auszurichten und musste sich auf defensive Operationen beschränken, die Oktjabrskaja Revoljuzija verlegte von Tallinn zunächst nach Kronstadt und schließlich nach Leningrad, wo ihre schwere Artillerie einen wichtigen Beitrag zur Verteidigung der belagerten Stadt leistete. Die Marat wurde am 23. September 1941 am Kai in Kronstadt liegend bei einem Angriff deutscher Stukas versenkt – eine 1000-kg-Bombe des von Oberleutnant Hans-Ulrich Rudel gesteuerten Flugzeuges schlug in das Vorschiff und zerstörte den vordersten Turm der schweren Artillerie – wobei 326 Männer der Besatzung ums Leben kamen. Das Schiff sank auf ebenem Kiel, blieb aber hinreichend kampffähig, um mit der verbliebenen Artillerie weiterhin in die Kämpfe um Leningrad eingreifen zu können. Die Parischskaja Kommuna spielte eine wichtige Rolle im Schwarzen Meer und leistete mit ihrem Artilleriebeschuss während der Belagerungen von Odessa und Sewastopol wertvolle Dienste. 1943 erhielten die Schiffe, wohl als Teil der nationalen Propaganda im Rahmen des Großen Vaterländischen Krieges, ihre alten Namen zurück.

## Schicksal nach dem Zweiten Weltkrieg
Die Gangut und die Sewastopol blieben noch bis in die 1950er Jahre im Dienst und wurden nach ihrer Außerdienststellung 1959 bzw. 1957 abgewrackt. Die Petropawlowsk wurde gehoben und als Artillerieschulschiff Wolchow wieder in Dienst gestellt, 1953 wurde auch sie abgewrackt. Die Poltawa dagegen blieb Hulk und wurde in den 1950er Jahren verschrottet.